# Крекийон, Томас
Томас Крекийо́н (Thomas Crecquillon; ок. 1505 – 1557, Бетюн) — франко-фламандский композитор.

## Очерк биографии и творчества

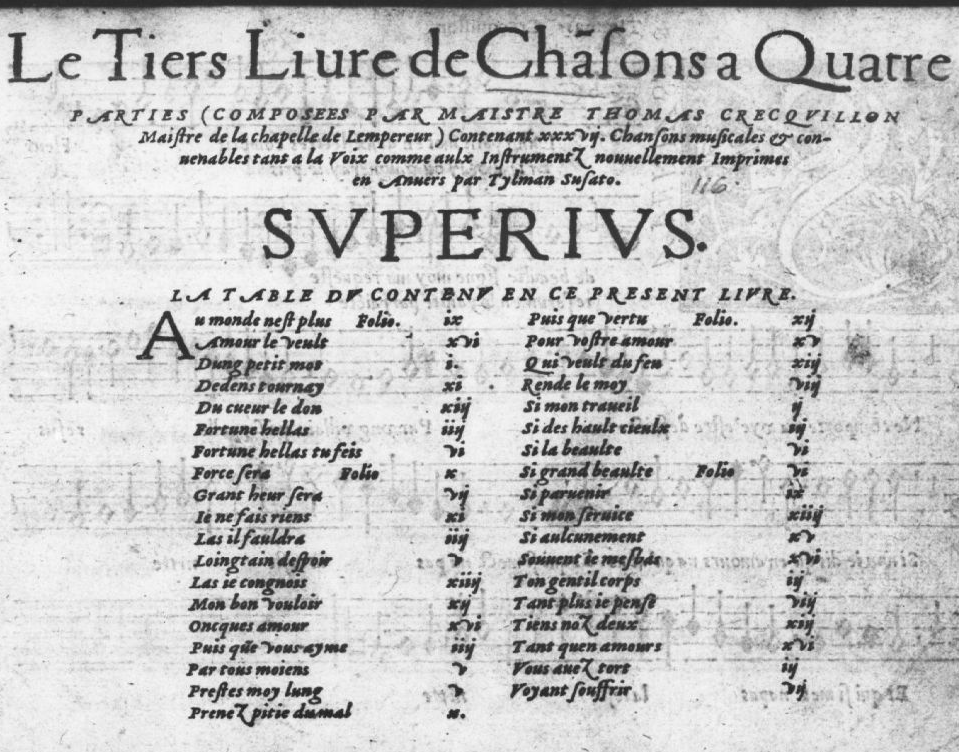
Сборник шансон Крекийона (1544, кантус) с ремаркой, идентифицицирующей его как капельмейстера императора

Точные дата и место рождения неизвестны, как нет информации и о музыкальном образовании. Гипотетические подробности биографии историки пытаются почерпнуть из ранних мотетов Крекийона «Quem vidistis pastores» (на музыкальном материале Ж. Мутона) и «Surge Badilo» (со ссылками на имена местно почитаемых святых фламандского городка Лёз-ан-Эно), а также из его шансон «Dedens Tournai» на стихи К. Маро, где оригинальный Париж («Dedans Paris») заменён на Турне.
С 1540 года — капельмейстер и певчий при дворе Карла V, в составе капеллы сопровождал императора в его поездках в Испанию (между 1541 и 1543) и Германию (1545, 1548). Как долго Крекийон занимал высокую должность, неизвестно. В документе 1553 года он упоминается без какого-либо почётного титула, а в документе 1555 года — как «бывший певчий» императора.
В наследии Крекийона преобладает вокальная духовная и светская музыка: 12 месс на 4-8 голосов (главным образом в жанре мессы-пародии, два цикла ламентаций (на 4 и 5 голосов), 128 мотетов на 3-8 голосов (опубликованы в том числе в сборниках П. Фалеза Sacrae cantiones, в 1554—1558 годах), с редкими изысками, 216 шансон в разных сборниках, среди которых «Tiers livre de chansons a4» Т. Сузато (1544), составленный (в отличие от остальных сборников этой ранней серии) целиком из композиций Крекийона (см. иллюстрацию).
Полное собрание сочинений Крекийона опубликовано в серии Corpus mensurabilis musicae, том 63 (20 тетрадей), в 1974–2002 гг.

## Рецепция

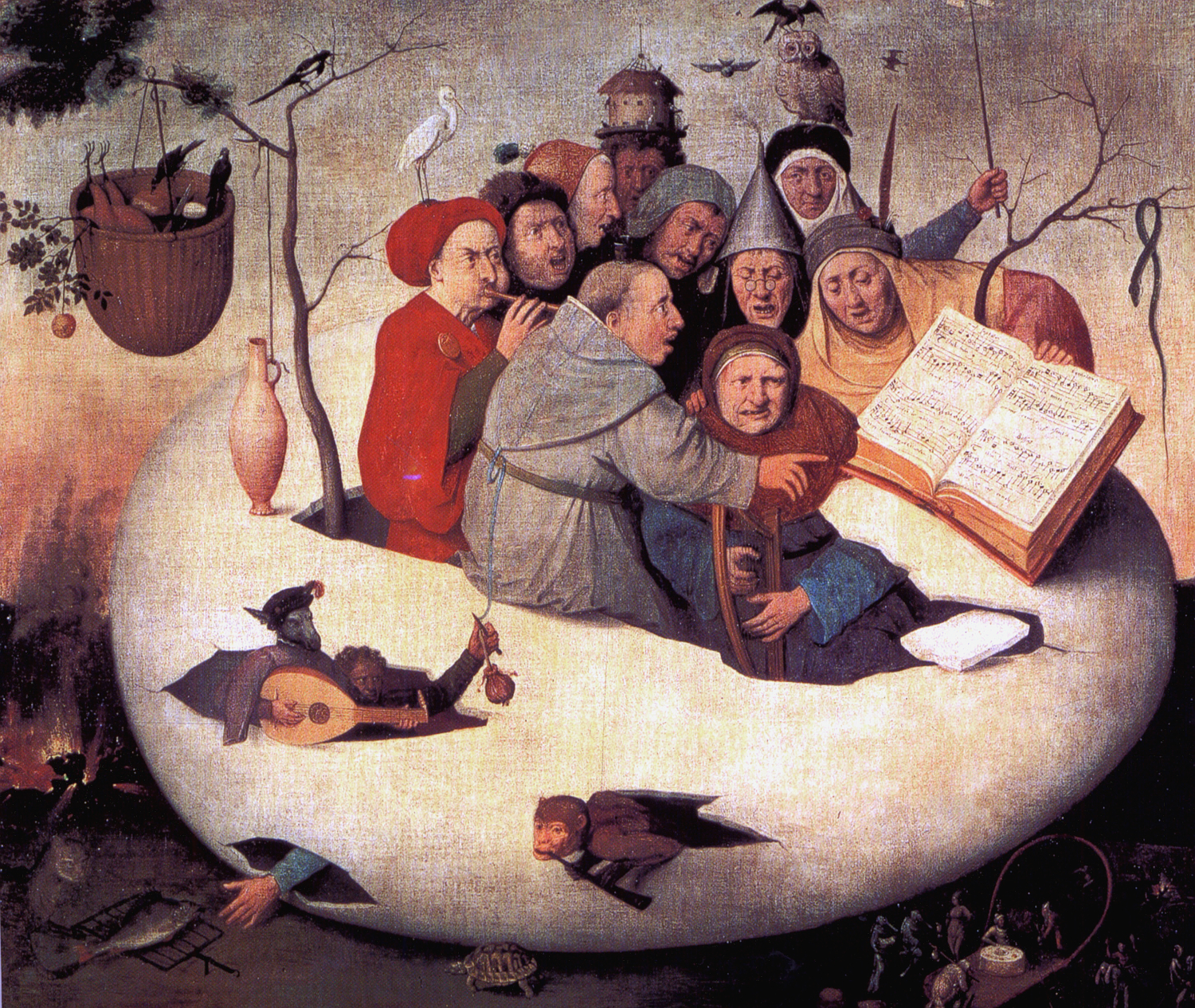
Для иллюстрации поющего вокального ансамбля на своей картине (1561) неизвестный последователь Босха использовал шансон Крекийона Toutes les nuits

О славе Крекийона свидетельствует тот факт, что именно его ноты (шансон Toutes les nuits) разместил на картине поющего ансамбля (около 1561) неизвестный последователь Иеронима Босха. Крекийона упоминает (среди прочих знаменитых полифонистов) немецкий теоретик музыки Галл Дресслер. Его имя также упоминают Герман Финк, Адриан Коклико и Пьетро Чероне. Музыкальный материал Крекийона брали за основу Франсиско Герреро, Якоб Хандль (Галлус), Орландо Лассо и другие композиторы XVI века.